# Публий Салустий Блез
Публий Салустий Блез (на латински: Publius Sallustius Blaesus) e политик на Римската империя през 1 век.
Той е в колегията арвалски братя. От май до края на август 89 г. Салустий Блез e суфектконсул заедно с Марк Педуцей Сениан. След това император Домициан го изпраща като легат (legatus Augusti pro praetore) в провинция Британия.